# Động đất Manica 2006
Động đất Manica 2006 là trận động đất xảy ra vào lúc 00:19 (CAT), ngày 23 tháng 2 năm 2006. Trận động đất có cường độ 7.0 richter, tâm chấn độ sâu khoảng 11 km. Hậu quả trận động đất đã làm 4 người chết, 36 người bị thương.